# Алексіс Салемакерс
Алексіс Салемакерс (нід. Alexis Saelemaekers, нар. 27 червня 1999, Беркем-Сент-Агат) — бельгійський футболіст, правий півзахисник італійського «Мілана» і національної збірної Бельгії.

## Клубна кар'єра
Народився 27 червня 1999 року в місті Беркем-Сент-Агат. З 12-річного віку виховувався в академії «Андерлехта». У дорослому футболі дебютував 2018 року виступами за головну команду «Андерлехта», в якій протягом двох з половиною сезонів взяв участь у 64 матчах в усіх турнірах.
31 січня 2020 року італійський «Мілан» орендував півзахисника, а влітку того ж року скористався правом викупу його контракту й уклав із Салемакерсом чотирирічну угоду.
30 серпня 2023 року півзахисник перейшов у «Болонью» на правах оренди з правом викупу.

## Виступи за збірні
2016 року дебютував у складі юнацької збірної Бельгії (U-19), загалом на юнацькому рівні взяв участь у 4 іграх.
З 2018 року залучається до складу молодіжної збірної Бельгії. У складі цієї команди був учасником молодіжного Євро-2019, на якому виходив на поле у двох іграх.
8 жовтня 2020 року провів на полі у складі національної збірної Бельгії товариську гру проти Кот-д'Івуару, дебютувавши таким чином за головну національну команду країни.

## Статистика виступів

### Статистика клубних виступів
Станом на 30 серпня 2023
| Сезон                 | Команда               | Чемпіонат             | Чемпіонат | Чемпіонат | Національний кубок | Національний кубок | Національний кубок | Континентальні кубки | Континентальні кубки | Континентальні кубки | Інші змагання | Інші змагання | Інші змагання | Усього | Усього | Усього |
| Сезон                 | Команда               | Ліга                  | Ігор      | Голів     | Ліга               | Ігор               | Голів              | Ліга                 | Ігор                 | Голів                | Ліга          | Ігор          | Голів         | Ігор   | Голів  |        |
| --------------------- | --------------------- | --------------------- | --------- | --------- | ------------------ | ------------------ | ------------------ | -------------------- | -------------------- | -------------------- | ------------- | ------------- | ------------- | ------ | ------ | ------ |
| 2017–18               | «Андерлехт»           | Л1                    | 1+10      | 0         | КБ                 | 0                  | 0                  | ЛЧ                   | 0                    | 0                    | -             | -             | -             | 11     | 0      |        |
| 2018–19               | «Андерлехт»           | Л1                    | 23+7      | 0         | КБ                 | 1                  | 0                  | ЛЄ                   | 3                    | 0                    | -             | -             | -             | 34     | 0      |        |
| 2019-січ. 2020        | «Андерлехт»           | Л1                    | 16        | 2         | КБ                 | 3                  | 0                  | -                    | -                    | -                    | -             | -             | -             | 19     | 2      |        |
| Усього за «Андерлехт» | Усього за «Андерлехт» | Усього за «Андерлехт» | 40+17     | 2         |                    | 4                  | 0                  |                      | 3                    | 0                    |               | -             | -             | 64     | 2      |        |
| січ.-серп. 2020       | «Мілан»               | A                     | 13        | 1         | КІ                 | 2                  | 0                  | -                    | -                    | -                    | -             | -             | -             | 15     | 1      |        |
| 2020–21               | «Мілан»               | A                     | 32        | 2         | КІ                 | 1                  | 0                  | ЛЄ                   | 7                    | 1                    | -             | -             | -             | 40     | 3      |        |
| 2021–22               | «Мілан»               | A                     | 36        | 1         | КІ                 | 4                  | 1                  | ЛЧ                   | 6                    | 0                    | -             | -             | -             | 46     | 2      |        |
| 2022–23               | «Мілан»               | A                     | 30        | 2         | КІ                 | 1                  | 0                  | ЛЧ                   | 8                    | 2                    | СІ            | 0             | 0             | 39     | 4      |        |
| Усього за «Мілан»     | Усього за «Мілан»     | Усього за «Мілан»     | 111       | 6         |                    | 8                  | 1                  |                      | 21                   | 3                    |               | 0             | 0             | 140    | 10     |        |
| 2023–24               | «Болонья»             | A                     | -         | -         | КІ                 | -                  | -                  | -                    | -                    | -                    | -             | -             | -             | -      | -      |        |
| Усього за кар'єру     | Усього за кар'єру     | Усього за кар'єру     | 168       | 8         |                    | 12                 | 1                  |                      | 24                   | 3                    |               | 0             | 0             | 204    | 12     |        |

### Статистика виступів за збірну
Станом на 9 червня 2025
| Дата       | Місто     | Господарі          | Результат | Гості        | Турнір                                         | Голи | Примітки |
| ---------- | --------- | ------------------ | --------- | ------------ | ---------------------------------------------- | ---- | -------- |
| 8-10-2020  | Брюссель  | Бельгія            | 1 – 1     | Кот-д'Івуар  | товариський матч                               | -    | 63'      |
| 2-9-2021   | Таллінн   | Естонія            | 2 – 5     | Бельгія      | Відбір до ЧС 2022                              | -    | 61' 65'  |
| 5-9-2021   | Брюссель  | Бельгія            | 3 – 0     | Чехія        | Відбір до ЧС 2022                              | 1    | 57'      |
| 8-9-2021   | Казань    | Білорусь           | 0 – 1     | Бельгія      | Відбір до ЧС 2022                              | -    | 84'      |
| 10-10-2021 | Турин     | Італія             | 2 – 1     | Бельгія      | Ліга націй УЄФА 2020-2021 - матч за 3-тє місце | -    | 59'      |
| 13-11-2021 | Брюссель  | Бельгія            | 3 – 1     | Естонія      | Відбір до ЧС 2022                              | -    | 62'      |
| 16-11-2021 | Кардіфф   | Уельс              | 1 – 1     | Бельгія      | Відбір до ЧС 2022                              | -    | 58' 75'  |
| 26-3-2022  | Дублін    | Ірландія           | 2 – 2     | Бельгія      | товариський матч                               | -    | 46'      |
| 29-3-2022  | Брюссель  | Бельгія            | 3 – 0     | Буркіна-Фасо | товариський матч                               | -    | 53'      |
| 24-3-2023  | Стокгольм | Швеція             | 0 – 3     | Бельгія      | Відбір до ЧЄ 2024                              | -    | 86'      |
| 28-3-2023  | Кельн     | Німеччина          | 2 – 3     | Бельгія      | товариський матч                               | -    | 46'      |
| 19-11-2023 | Брюссель  | Бельгія            | 5 – 0     | Азербайджан  | Відбір до ЧЄ 2024                              | -    | 60'      |
| 20-3-2025  | Мурсія    | Україна            | 3 – 1     | Бельгія      | Ліга націй УЄФА 2024-2025 - плей-оф            | -    | 80'      |
| 23-3-2025  | Генк      | Бельгія            | 3 – 0     | Україна      | Ліга націй УЄФА 2024-2025 - плей-оф            | -    | 69'      |
| 6-6-2025   | Скоп'є    | Північна Македонія | 1 – 1     | Бельгія      | Відбір до ЧС 2026                              | -    |          |
| 9-6-2025   | Брюссель  | Бельгія            | 4 – 3     | Уельс        | Відбір до ЧС 2026                              | -    | 89'      |
| Усього     |           | Матчів             | 16        |              | Голів                                          | 1    |          |

| Дата       | Місто             | Господарі | Результат | Гості                | Турнір                             | Голи | Примітки  |
| ---------- | ----------------- | --------- | --------- | -------------------- | ---------------------------------- | ---- | --------- |
| 7-9-2018   | Та-Калі           | Мальта    | 0 – 4     | Бельгія              | Кваліфікація молодіжного Євро-2019 | -    | 80'       |
| 11-9-2018  | Будапешт          | Угорщина  | 0 – 3     | Бельгія              | Кваліфікація молодіжного Євро-2019 | -    | 84'       |
| 15-11-2018 | Бухарест          | Румунія   | 3 – 3     | Бельгія              | Товариський матч                   | -    | 46'       |
| 20-3-2019  | Слагельсе         | Данія     | 3 – 2     | Бельгія              | Товариський матч                   | -    | 46'       |
| 3-6-2019   | Ле-Ман            | Франція   | 3 – 0     | Бельгія              | Товариський матч                   | -    | 79'       |
| 16-6-2019  | Реджо-нель-Емілія | Польща    | 3 – 2     | Бельгія              | Молодіжне Євро-2019                | -    | 90'       |
| 22-6-2019  | Реджо-нель-Емілія | Бельгія   | 1 – 3     | Італія               | Молодіжне Євро-2019                | -    | 45+1' 74' |
| 6-9-2019   | Рексем            | Уельс     | 1 – 0     | Бельгія              | Кваліфікація молодіжного Євро-2021 | -    | 38'       |
| 10-9-2019  | Ауд-Геверле       | Бельгія   | 0 – 0     | Боснія і Герцеговина | Кваліфікація молодіжного Євро-2021 | -    |           |
| 17-11-2019 | Фрайбург          | Німеччина | 2 – 3     | Бельгія              | Кваліфікація молодіжного Євро-2021 | -    | 80'       |
| 8-9-2020   | Ауд-Геверле       | Бельгія   | 4 – 1     | Німеччина            | Кваліфікація молодіжного Євро-2021 | -    | 81'       |
| 13-10-2020 | Тирасполь         | Молдова   | 1 – 0     | Бельгія              | Кваліфікація молодіжного Євро-2021 | -    | 46'       |
| Усього     |                   | Матчів    | 12        |                      | Голів                              | 0    |           |

## Титули і досягнення
- Чемпіон Італії (1):

«Мілан»: 2021–22